# Camphorosma songorica
Camphorosma songorica är en amarantväxtart som beskrevs av Aleksandr Andrejevitj Bunge. Camphorosma songorica ingår i släktet Camphorosma och familjen amarantväxter. Inga underarter finns listade i Catalogue of Life.